# Campionat de Catalunya de softbol
El Campionat de Catalunya de softbol és una competició esportiva de clubs catalans de softbol, creat el 1975. De caràcter anual, està organitzat per la Federació Catalana de Beisbol i Softbol. Els equips participants disputen una lligueta on el vencedor de la competició és declarat campió de Catalunya. Considerat com el primer campionat de softbol a nivell estatal, a la primera edició hi participaren el Club de Beisbol i Softbol Hèrcules les Corts, el Club de Beisbol i Softbol Gavà, el Club Softbol Blau, el Futbol Club Barcelona i el Nachi.

## Equips participants
Els clubs participants de l'edició 2020 van ser:
- Projecte Softball Gavanenc
- Club de Beisbol i Softbol Sant Boi
- Club Beisbol Viladecans

## Historial
| En negreta = Equip guanyador (1) = Nombre de campionats Nota: Noms dels equips segons l'època |

| Edició                              | Temporada | Campió                        | Subcampió     | refs        |
| ----------------------------------- | --------- | ----------------------------- | ------------- | ----------- |
| I                                   | 1975      | CS Les Corts (1)              | FC Barcelona  | [ 1 ] [ 2 ] |
| II                                  | 1976      | CS Les Corts (2)              |               |             |
| III                                 | 1977      | CS Blau (1)                   |               |             |
| IV                                  | 1978      | CS Blau (2)                   |               |             |
| V                                   | 1979      | CS Blau (3)                   | CS Barcelona  | [ 4 ]       |
| VI                                  | 1980      | CBS Cinc Roses (1)            |               | [ 5 ]       |
| VI                                  | 1981      | CBS Cinc Roses (2)            |               |             |
| VI                                  | 1982      | CBS Cinc Roses (3)            |               |             |
| VI                                  | 1983      | CBS Cinc Roses (4)            |               |             |
| VII                                 | 1984      | CBS Sant Boi (5)              |               |             |
| VIII                                | 1985      | CBS Sant Boi (6)              |               |             |
| IX                                  | 1986      | CBS Sant Boi (7)              |               |             |
| X                                   | 1987      | CBS Sant Boi (8)              |               |             |
| XI                                  | 1988      | CBS Sant Boi (9)              |               |             |
| XII                                 | 1989      | CB Viladecans (1)             |               |             |
| XIII                                | 1990      | CS Blau (4)                   |               |             |
| XIV                                 | 1991      | CB Viladecans (2)             |               |             |
| XV                                  | 1992      | CBS Hèrcules l'Hospitalet (3) |               |             |
| XVI                                 | 1993      | CBS Hèrcules l'Hospitalet (4) |               |             |
| XVII                                | 1994      | CB Viladecans (3)             |               |             |
| XVIII                               | 1995      | CBS Hèrcules l'Hospitalet (5) |               |             |
| XIX                                 | 1996      | CB Viladecans (4)             |               |             |
| XX                                  | 1997      | CB Viladecans (5)             |               |             |
| XXI                                 | 1998      | CB Viladecans (6)             |               |             |
| no va disputar-se el 1999           |           |                               |               |             |
| XXII                                | 2000      | CB Viladecans (7)             |               |             |
| XXIII                               | 2001      | CB Viladecans (8)             |               |             |
| XXIV                                | 2002      | CB Viladecans (9)             |               |             |
| XXV                                 | 2003      | CBS Hèrcules l'Hospitalet (6) |               |             |
| XXVI                                | 2004      | CB Viladecans (10)            |               |             |
| XXVII                               | 2005      | CB Viladecans (11)            |               |             |
| XXVIII                              | 2006      | CB Viladecans (12)            |               |             |
| XXIX                                | 2007      | CB Viladecans (13)            |               |             |
| XXX                                 | 2008      | CB Viladecans (14)            |               |             |
| XXXI                                | 2009      | CS Viladecans (1)             |               |             |
| XXXII                               | 2010      | CS Viladecans (2)             |               |             |
| no va disputar-se entre 2011 i 2013 |           |                               |               |             |
| XXXIII                              | 2014      | CB Viladecans (15)            |               |             |
| XXXIV                               | 2015      | PS Gavanenc (1)               |               | [ 6 ]       |
| XXXV                                | 2016      | CBS Sant Boi (10)             | PS Gavanenc   | [ 7 ]       |
| XXXVI                               | 2017      | CBS Sant Boi (11)             | CB Viladecans | [ 8 ]       |
| XXXVII                              | 2018      | PS Gavanenc (2)               | CBS Sant Boi  | [ 9 ]       |
| XXXVIII                             | 2019      | CB Viladecans (16)            | PS Gavanenc   | [ 10 ]      |
| XXXIX                               | 2020      | CB Viladecans (17)            | CBS Sant Boi  | [ 3 ]       |
| XL                                  | 2021      | CB Viladecans (18)            | CBS Sant Boi  | [ 11 ]      |
| XLI                                 | 2022      | CBS Sant Boi (12)             | CBS Barcelona | [ 12 ]      |
| XLII                                | 2023      | CBS Sant Boi (13)             | CB Viladecans | [ 13 ]      |
| XLIII                               | 2024      | CB Viladecans (19)            | CBS Sant Boi  | [ 14 ]      |

## Palmarès
| Equip                                              | Campió | Subcampió | Anys campió | Anys subcampió         |
| -------------------------------------------------- | ------ | --------- | --- | ---------------------- |
| Club Beisbol Viladecans                            | 19     | 2         | 1989, 1991, 1994, 1996, 1997, 1998, 2000, 2001, 2002, 2004, 2005, 2006, 2007, 2008, 2014, 2019, 2020, 2021, 2024 | 2017, 2023             |
| Club de Beisbol i Softbol Sant Boi                 | 13     | 4         | 1980, 1981, 1982, 1983, 1984, 1985, 1986, 1987, 1988, 2016, 2017, 2022, 2023                                     | 2018, 2020, 2021, 2024 |
| Club de Beisbol i Softbol Hèrcules de l'Hospitalet | 6      |           | 1975, 1976, 1992, 1993, 1995, 2003                                                                               |                        |
| Club Softbol Blau                                  | 4      |           | 1977, 1978, 1979, 1990                                                                                           |                        |
| Projecte Softball Gavanenc                         | 2      | 2         | 2015, 2018 | 2016, 2019             |
| FC Barcelona                                       | 0      | 1         | ― | 1975                   |
| Club Softbol Barcelona                             | 0      | 1         | ― | 1979                   |
| Club Beisbol i Softbol Barcelona                   | 0      | 1         | ― | 2022                   |